# Bánh nướng Alaska
Bánh nướng Alaska còn gọi là Bombe Alaska, omelette norvégienne, omelette surprise, hoặc omelette sibérienne tùy thuộc vào quốc gia, là món tráng miệng bao gồm kem và bánh phủ loại bánh trứng đường nâu. Món ăn này được làm bằng kem đặt trong đĩa bánh, lót những lát bánh bông lan hoặc bánh pudding Giáng Sinh, và phủ trên bề mặt là bánh trứng đường. Sau đó người ta đem toàn bộ món tráng miệng này đặt vào trong lò nướng cực nóng trong một thời gian ngắn, đủ lâu để làm chắc và caramel hóa bánh trứng đường nhưng không đủ lâu khiến cho kem bắt đầu tan chảy.

## Từ nguyên
Cái tên "Bánh nướng Alaska" được cho là do vị bếp trưởng Antoine Alciatore làm việc tại nhà hàng Antoine's ở New Orleans, Louisiana nước Mỹ tự đặt ra vào năm 1867 nhằm vinh danh việc Hoa Kỳ mua lại Alaska từ tay Đế quốc Nga vào ngày 10 tháng 3 năm đó.
Món này còn có tên gọi khác nữa là omelette à la norvégienne hoặc Trứng tráng kiểu Na Uy dùng để ám chỉ khí hậu lạnh giá của Na Uy. Thật vậy, trong Hội chợ Thế giới Paris năm 1867, đầu bếp của khách sạn Grand Hôtel đã quyết định tạo ra một món "tráng miệng khoa học" bằng cách sử dụng khám phá của Benjamin Thompson về tính dẫn nhiệt thấp của lòng trắng trứng. Thompson từng sinh sống ở xứ Bavaria vào lúc ông khám phá ra hiện tượng này, và vì người đầu bếp nghĩ rằng Bavaria thuộc Na Uy nên mới quyết định đặt tên món này là "Trứng tráng kiểu Na Uy".

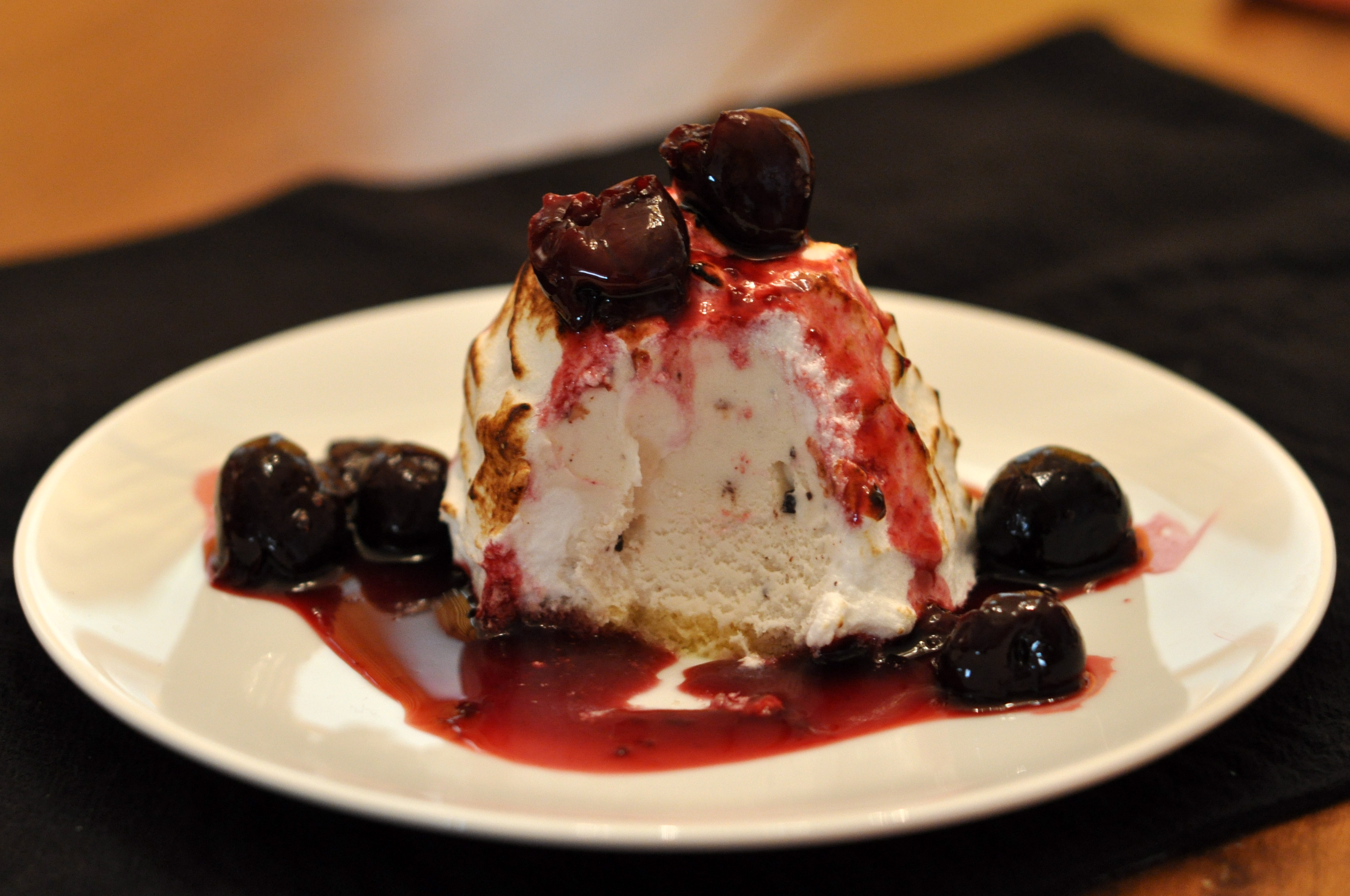
Bánh nướng Alaska kèm anh đào

## Biến thể
Năm 1969, lò vi sóng được phát minh gần đây đã cho phép nhà điều trị dạ dày người Hungary Nicholas Kurti tạo ra món bánh nướng Alaska đảo ngược (còn gọi là "Frozen Florida")—lớp vỏ đông lạnh món bánh trứng đường chứa đầy rượu chưng cất nóng.
Một biến thể có tên Bombe Alaska kêu gọi một ít rượu rum đen được rưới lên bánh nướng Alaska. Toàn bộ món tráng miệng đều nấu theo kỹ thuật đốt cồn trong lúc phục vụ thực khách.
Flame on the iceberg là món tráng miệng phổ biến ở Hồng Kông tương tự như món bánh nướng Alaska . Thành phần nguyên liệu bao gồm kem lạnh, bánh bông lan, kem, xi-rô và rượu whisky. Nhiều thập kỷ trước, món này chỉ được phục vụ trong các khách sạn cao cấp, nhưng ngày nay trở nên phổ biến ở nhiều nhà hàng phương Tây và thậm chí ở một số cha chaan teng.

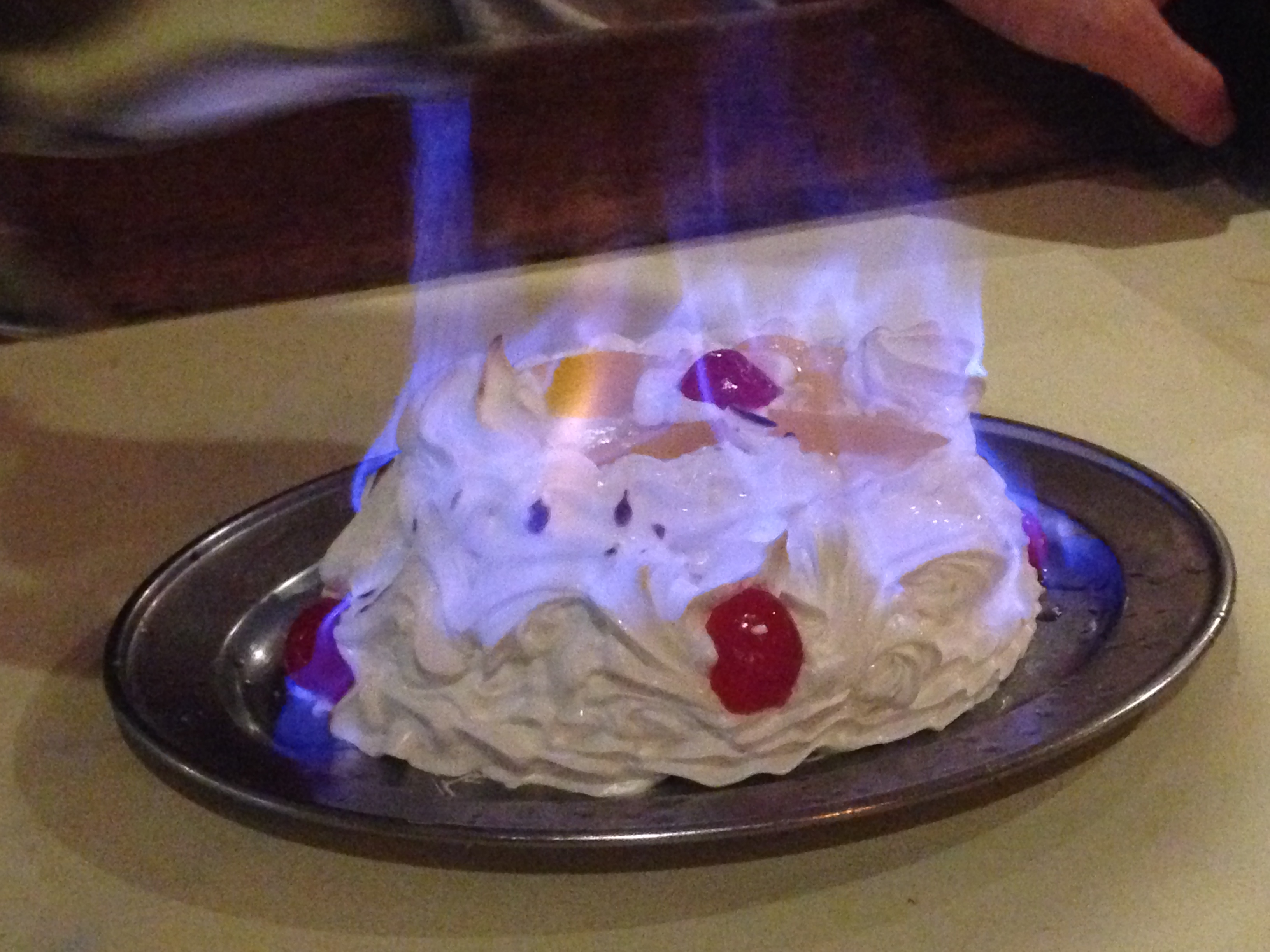
Bombe Alaska được chế biến theo kỹ thuật đốt cồn tại một nhà hàng ở Singapore
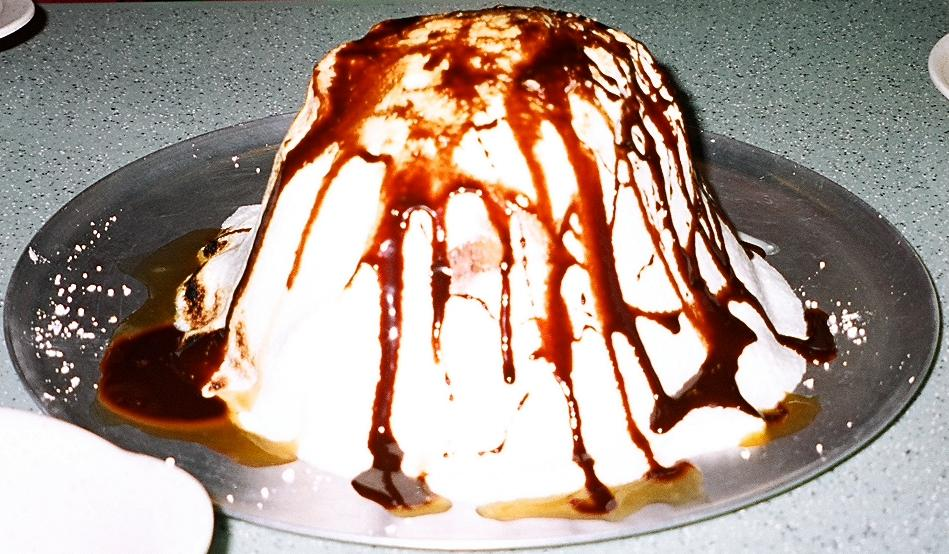
Flame on the iceberg từ Hồng Kông, được làm bằng kem lạnh, bánh bông lan, kem, xi-rô và rượu whisky